# محمد ناصر البراك
محمد ناصر عيد ماطر البراك الرشيدي من مواليد دولة الكويت عام 1970 ، نائب سابق في مجلس الأمة الكويتي.

## السيرة الذاتية
نائب سابق في مجلس الأمة الكويتي، وحاصل على بكالريوس في الخدمة الاجتماعية من جامعة الكويت، شارك في انتخابات مجلس الأمة الكويتي ديسمبر عام 2012 وحصل على المركز السابع في الدائرة الرابعة ب 1214 صوت وفاز بالانتخابات، كما شارك في الانتخابات التكميلية لمجلس الأمة الكويتي 2014 في الدائرة الرابعة، وحصل على المركز الأول برصيد 7533 صوت وفاز بالانتخابات ، عمل قبل دخوله مجلس الامة الكويتي في الإدارة العامة للمرور في وزارة الداخلية ومدير إدارة في مكتب نائب رئيس مجلس الوزراء ومجلس الامة ويعمل حالياً في مجال الأعمال الحرة.

## اقتراحاته بقوانين
- اقتراح بتعديل بعض أحكام القانون رقم (50) لسنة 1994 في شأن إستغلال القسائم والبيوت المخصصة لأغراض السكن الخاص.
- اقتراح بتعديل المادة الأولى من القانون رقم (47) لسنة 2005 في شأن إعادة تعيين أعضاء هيئة التدريس السابقين جامعة الكويت والهيئة العامة للتعليم التطبيقي والتدريب الي العمل.
- اقتراح بشأن إنشاء مجلس مخاصمة القضاء.
- اقتراح بتعديل بعض أحكام القانون رقم (50) لسنة 1994 في شأن استغلال القسائم والبيوت المخصصة لأغراض السكن الخاص.
- اقتراح بتعديل نص الفقرة الأولى من المادة (19) من القانون رقم (47) لسنة 1993 في شأن الرعاية السكنية.
- اقتراح بتعديل البند (5) من المادة (4) من القانون رقم (1) لسنة 2012 بشأن إنشاء وتأسيس محفظة إستثمارية لدعم وتشجيع الطلبة الدارسين على نفقتهم الخاصة.
- اقتراح في شأن توفير الوحدات السكنية بصفة مؤقتة لمستحقي الرعاية السكنية.
- اقتراح يتعديل بعض أحكام الأمر الأميري بالقانون رقم (61) لسنة 1976 بإصدار قانون التأمينات الاجتماعية.
- اقتراح بإضافة مواد جديدة برقم (41 مكررا)، (41 مكررا ب) إلى القانون رقم (56) لسنة 1996 في شأن إصدار قانون الصناعة.
- اقتراح بشأن منح علاوة الاولاد للمرأة الكويتية المتزوجة من غير كويتي والمرأة العاملة بالقطاع الخاص.
- اقتراح في شأن منح معاشات استثنائية ومكآفات استحقاق للعسكريين المتقاعدين من ضباط الصف والافراد.
- اقتراح بإضافة مادة جديدة برقم 29 مكررا أ إلى القانون رقم 47 لسنة 1993 في شأن الرعاية السكنية.

## مواقفه في مجلس الأمة
| الكتل                                   | مستقل                 |
| اللجان                                  | لجنة الشؤون التشريعية |
| المداولة الاولي لاسقاط الفوائد          | موافق                 |
| قانون مكافحة الارهاب وغسل الاموال       | موافق                 |
| تأجيل استجواب الوزير مصطفى الشمالي      | غير موافق             |
| التصويت علي مرسوم الصوت الواحد          | موافق                 |
| تاجيل استجواب أحمد الحمود الجابر الصباح | موافق                 |